# Ackumulator (hydraulik)
En hydraulisk ackumulator är en trycklagringsreservoar där icke komprimerbar hydraulvätska hålls under tryck med hjälp av en extern källa. Den yttre källan kan vara en fjäder, en upphöjd vikt eller komprimerad gas. Med hjälp av ackumulatorer kan hydrauliska system använda sig av en mindre kraftfull pump för att hantera extrema krav som snabb reaktion på tillfällig efterfrågan och för att utjämna pulseringar. En hydraulisk ackumulator är en typ av energilagringsenhet. Komprimerbara gasackumulatorer även kallad hydro-pneumatiska ackumulatorer är den vanligaste typen.

## Ackumulatortyper
Det finns ett antal olika typer av ackumulatorer som använder sig av olika tekniker beroende på tillverkningsmetod och ändamål.

### Vattentorn

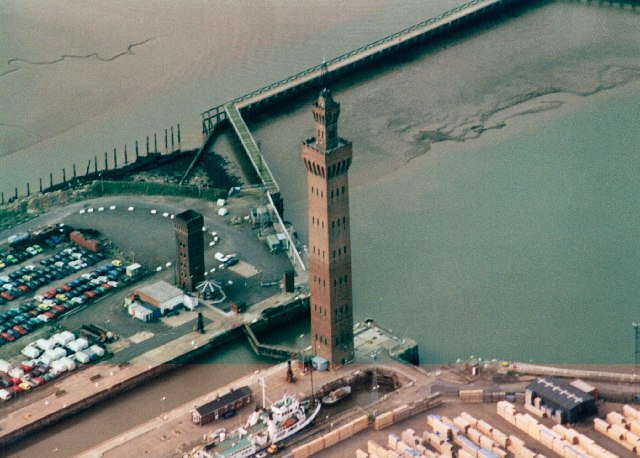
Vattentorn, Grimsby Dock Tower.

De första ackumulatorerna var väldigt enkla i sin utformning och var förhöjda vattenreservoarer. Vatten pumpas till reservoaren och vattnets fallhöjd användes sedan för att skapa önskat tryck. Ett exempel på ett sådant vattentorn är Grimsby Dock Tower.

### Upphöjd vikt

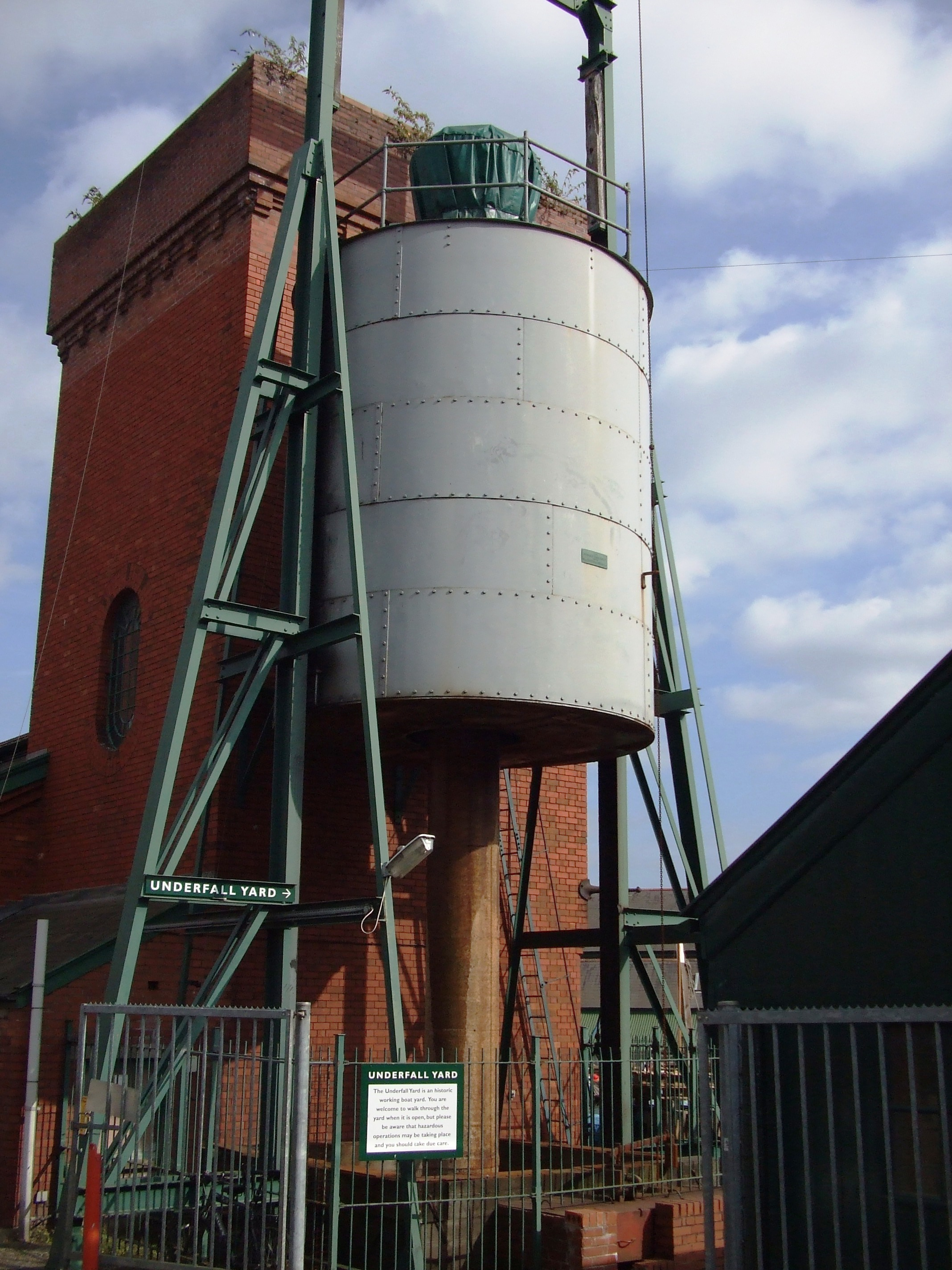
Ackumulator med upphöjd vikt, Hydraulic engine house, Bristol Harbour.

En ackumulatorn som använder sig av upphöjd vikt består av vertikal cylinderformad behållare som innehåller vätska som är kopplat till det hydrauliska systemet. Behållaren är tillsluten med en kolv på ovansidan där ett antal vikter placeras vilket skapar en nedåtriktad kraft på kolven och därmed tryck på vätskan i behållaren. Tack vare vikterna levererar denna typ ett jämnt tryck, i motsats till fjäder eller gasladdade ackumulatorer, under större delen av tiden till dess att behållaren är tom.
Det ursprungliga mekaniska systemet som använder i Tower Bridge, London använde sig av den här typens ackumulatorer. Idag används de inte längre men två av de sex som användes finns att skåda i brons museum.

### Gasladdad stängd ackumulator

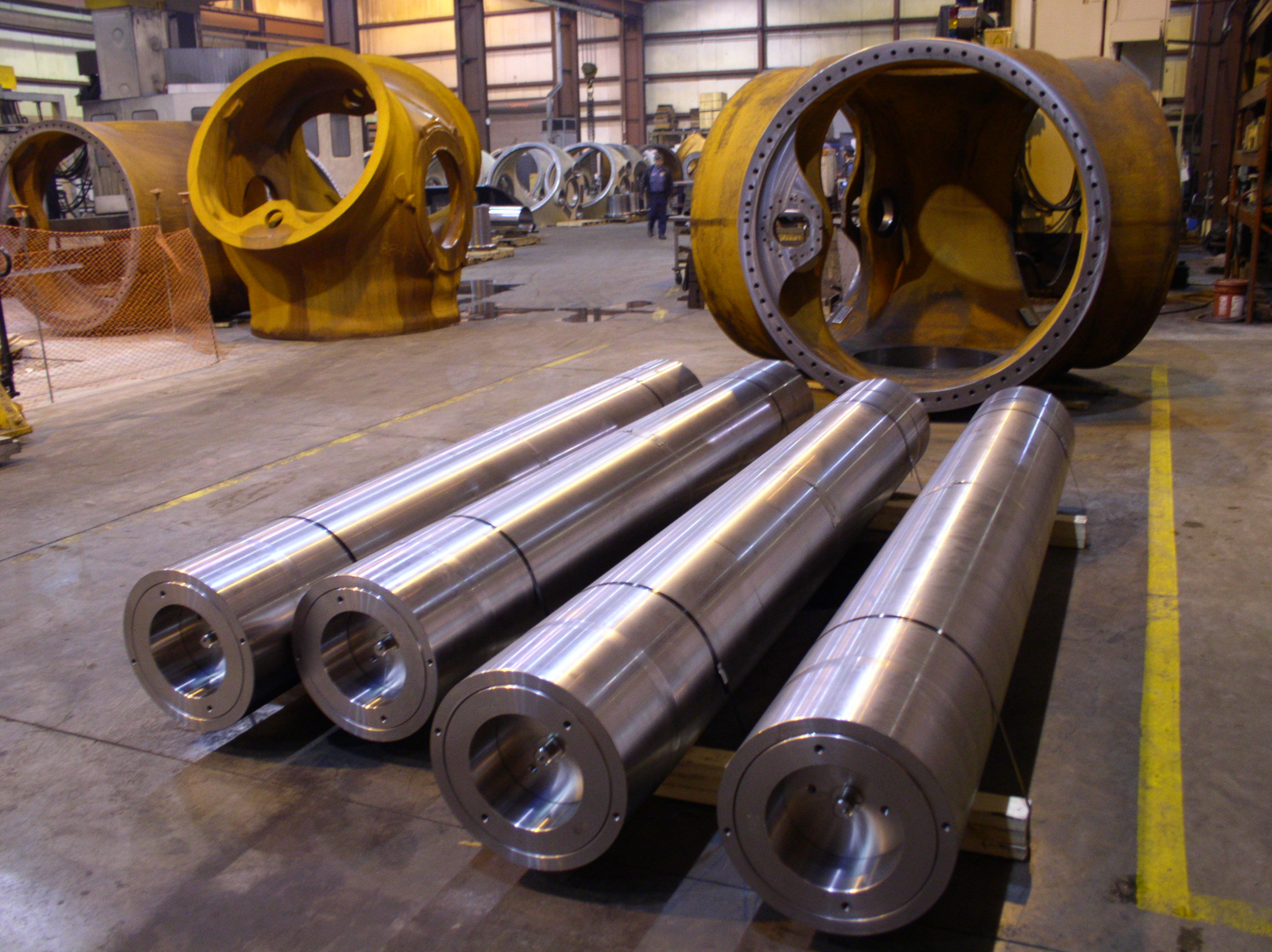
Gasladdad stängd ackumulator med kolv.

En gasladdad öppen ackumulator består av två kammare som är separerade med hjälp av ett elastiskt membran, en stängd blåsa eller en flytande kolv. Den ena kammaren innehåller hydraulvätska som är kopplat till det hydrauliska systemet medan den andra kammaren innehåller inert gas som är trycksatt (vanligtvis kväve) vilket skapar den tryckande kraften mot hydraulvätskan. Ackumulatorer kan delas upp i olika klasser beroende på vilket tryck de arbetar i. Lågtrycksackumulatorer brukar arbeta i tryck upp till ungefär 50 Bar medan högtrycksackumulatorer som använder sig av blåsa kan hantera arbetstryck upp till 690 Bar.

### Gaskomprimerad öppen ackumulator
Med den här tekniken lagras hydraulisk energi genom att komprimera luft likt ett batteri lagrar energi i en elektrisk krets. Till skillnad från en stängd ackumulator har gassidan ett öppet system vilket innebär att trycksatt luft dras in från atmosfären samt pressas ut i atmosfären. Med hjälp av en hydraulisk pump bibehålls trycket av luften genom att öka mängden hydraulvätska i systemet.

### Fjäderackumulator
En fjäderackumulator använder sig av liknande teknik som gasladdade ackumulatorer men istället för gas används en fjäder för att åstadkomma den trycksatta kraften.

### Metallbälgsackumulator
Metallbälgackumulatorer använder sig av liknande teknik som gasladdade ackumulatorer men istället för ett elastiskt membran eller flytande kolv används en  hermetiskt försluten svetsad metallbälg.

## Ackumulatorns funktion
I dagens, ofta mobila hydrauliska system används oftast gasladdade ackumulatorer men enklare system kan även använda fjäderackumulatorer. Beroende på systemet kan det finnas fler än en ackumulator. Den valda typen och placeringen kan bero på en kompromiss mellan dess effekt och tillverkningskostnad.